# Gotor
Gotor é um município da Espanha na província de Saragoça, comunidade autónoma de Aragão. Tem 15,26 km² de área e em 2021 tinha 311 habitantes (densidade: 20,4 hab./km²).

## Demografia
| Variação demográfica do município entre 1991 e 2004 | Variação demográfica do município entre 1991 e 2004 | Variação demográfica do município entre 1991 e 2004 | Variação demográfica do município entre 1991 e 2004 |
| --------------------------------------------------- | --------------------------------------------------- | --------------------------------------------------- | --------------------------------------------------- |
| 1991                                                | 1996                                                | 2001                                                | 2004                                                |
| 390                                                 | 392                                                 | 400                                                 | 389                                                 |